# Andover (Connecticut)
Andover es un pueblo ubicado en el condado de Tolland en el estado estadounidense de Connecticut. En el año 2005 tenía una población de 3.209 habitantes y una densidad poblacional de 80 personas por km².

## Geografía
Andover se encuentra ubicada en las coordenadas 41°43′58″N 72°22′29″O / 41.73278, -72.37472.

## Demografía
Según la Oficina del Censo en 2000 los ingresos medios por hogar en la localidad eran de $23,456, y los ingresos medios por familia eran $45,234. Los hombres tenían unos ingresos medios de $21,543 frente a los $18,167 para las mujeres. La renta per cápita para la localidad era de $30,273. Alrededor del 3.6% de la población estaban por debajo del umbral de pobreza.